# 철마삼동로
철마삼동로(Cheolmasamdong-ro)은 대한민국의 부산광역시 기장군 철마면에서 시작하여, 경상남도 양산시 동면을 거쳐 연결하는 도로이다.

## 연혁
- 2009년 12월 10일: 2개 이상 시·도에 걸쳐 있는 도로로 철마삼동로를 고시[1]

## 주요 경유지
- 부산광역시
  - 기장군 철마면
- 경상남도
  - 양산시 동면

## 노선 경로
- 삼거리 명칭 미상 - 여락송정로
- 임기마을입구 - 웅상대로 (국도 제7호선)